# Lex Vatinia
De lex Vatinia waren een aantal door de Romeinse tribunus plebis Publius Vatinius in 59 v.Chr. voorgestelde wetten (plebiscita).
De lex Vatinia de imperio C. Caesaris ("Vatiniaanse wet over het imperium van Gaius Caesar") wees Illyricum en Gallia Cisalpina als provinciae (met drie legioenen) voor een periode van vijf jaar toe aan de toenmalige consul Gaius Iulius Caesar. Julius Caesar wist deze wet, ondanks het heftig verzet van zijn collega Marcus Calpurnius Bibulus, er toch door te drijven. De senaat voegde - ondanks hevig verzet door Marcus Porcius Cato Uticensis minor - aan deze nog de provincia Gallia Transalpina toe (samen met een extra legioen), omdat ze vreesde dat ook deze provincia (die toen nog alleen uit Gallia Narbonensis bestond) anders ook door het volk aan Caesar zou worden toegekend (hetgeen het gezag van de senaat verder zou ondermijnen).
De lex Vatinia de alternis consiliis reiciendis ("Vatiniaanse wet over afwisselende zittingen die moeten worden gewraakt") stond vermoedelijk aan de aanklager en beklaagde nog een tweede wraking van rechters toe, wanneer de als eerstgewraakten reeds door anderen waren vervangen.
De lex Vatinia de colonia Comum deducenda ("Vatiniaanse wet over de colonia Comum die moet worden gesticht") ging over het uitsturen van Romeinse burgers door Caesar naar Comum (huidige Como) om er een colonia te stichten, die als voorpost tegen de Alpenbewoners moest dienen.
De rogatio de L. Vettii iudicio ("wetsvoorstel over het gerechtelijk onderzoek van Lucius Vettius") was een voorstel van Vatinius om een gerechtelijk onderzoek in te stellen naar de personen, die door Lucius Vettius van een samenzwering tegen Gnaius Pompeius Magnus maior werden beschuldigd. Vettius sprak zichzelf echter in zijn verklaringen zozeer tegen dat hij zelf in de gevangenis belandde, en het wetsvoorstel van Vatinius werd niet aangenomen.